# Drie Gapers

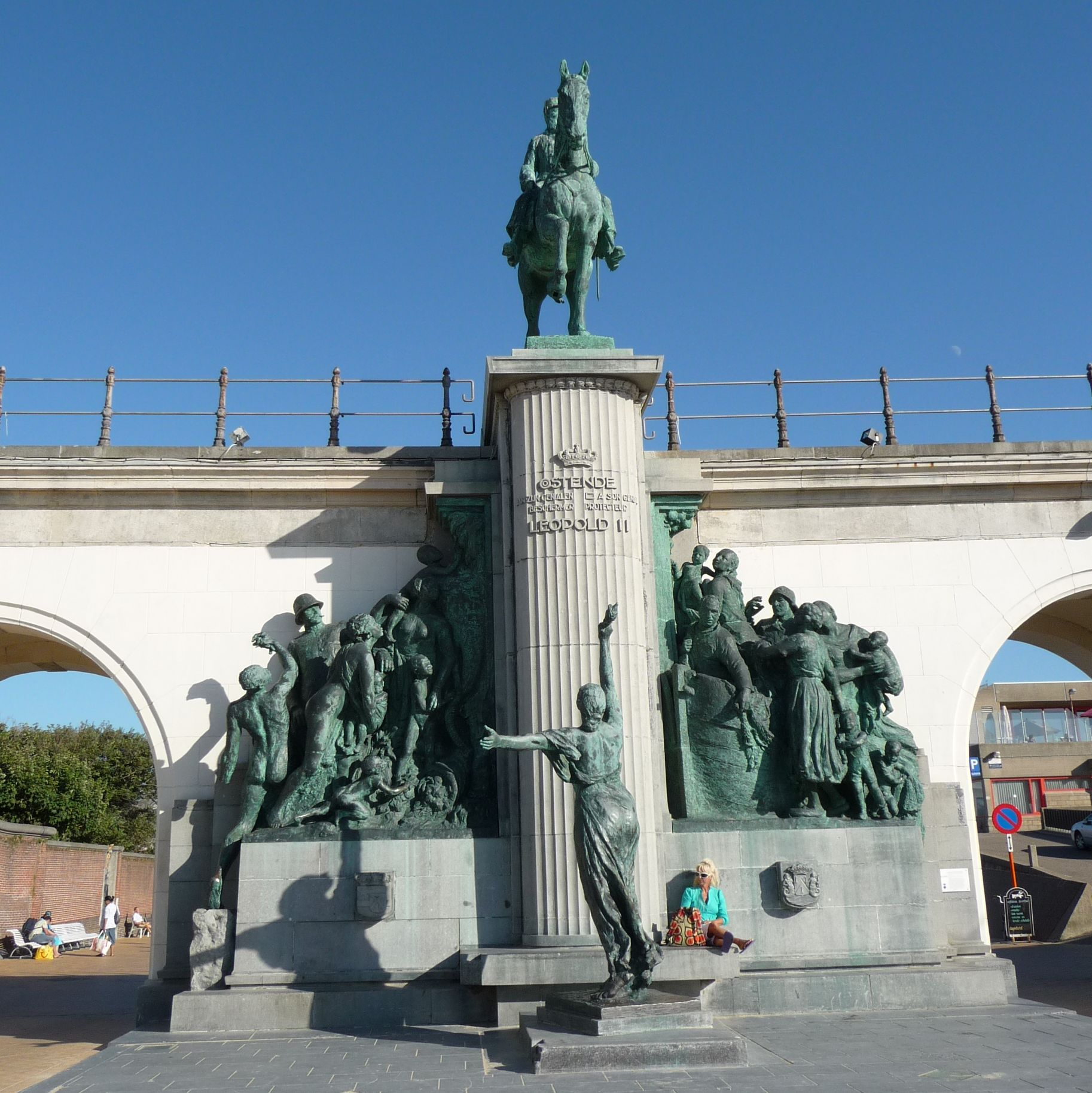
De "Drie Gapers" met het (beschadigde) ruiterstandbeeld van Koning Leopold II.

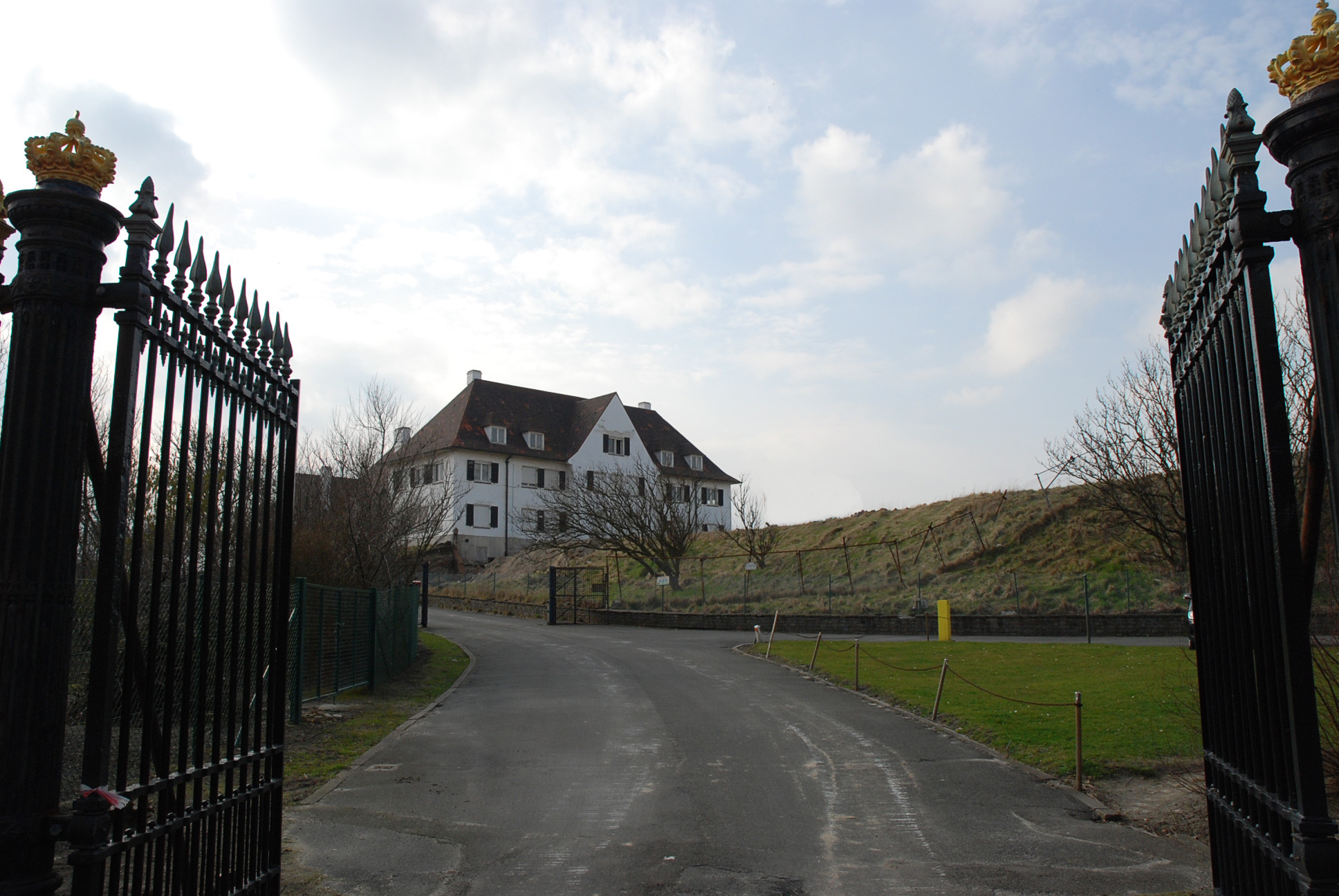
De Koninklijke Villa

De Drie Gapers is, komende van de Koninginnelaan, als het ware de poort naar het strand van Oostende, België.
Aan de ene kant, richting Wellingtonrenbaan, bevinden zich de Koninklijke Gaanderijen, het stedelijk overdekt openluchtzwembad en het viersterrenhotel Thermae Palace Hotel (gebouwd in 1933 naar plannen van de Oostendse architect André-Louis Daniëls (1883-1976)).
Aan de andere kant, richting Casino Kursaal, begint een overdekte bogengaanderij met erboven de grote Koninklijke Villa, oorspronkelijk gebouwd in 1873 in opdracht van Leopold II. Na verwoesting in WO II werd deze villa herbouwd tussen 1953 en 1956 naar plannen van de Brugse architect Antoine Dugardijn (1889-1962), die ook voor de bogengaanderij tekende. Koning Boudewijn en de koninklijke familie vertoefden er regelmatig. Het behoort nu tot de Koninklijke Stichting en werd in concessie gegeven als hotel en restaurant.
De Drie Gapers zijn een soort brugconstructie die de Koninklijke Villa verbindt met het dak van de Koninklijke Gaanderijen. Er waren oorspronkelijk drie immense doorgangen. De middelste werd dichtgemaakt om er het ruiterstandbeeld van Leopold II tegenaan te bouwen. Vandaar in de Oostendse volksmond: "en de derde gaper dat ben jij".
Maar de Drie Gapers zijn natuurlijk het best bekend door het bronzen ruiterstandbeeld van Leopold II, opgetrokken door de Brusselse beeldhouwer Alfred Courtens (1889-1967). De architecturale omkadering in art-decostijl is van diens broer, de architect Antoine Courtens (1899-1969). Het beeld werd onthuld op 19 juli 1931 door Koning Albert I en koningin Elisabeth. Het ruiterstandbeeld werd tot beschermd monument verklaard op 22 september 1981. In het midden staat op een hoge sokkel Leopold II te paard, kijkend naar de Noordzee. Links bevindt zich de beeldengroep "Dankbaarheid van het Kongolese Volk" (wegens hun bevrijding uit de slavernij onder de Arabieren). Rechts is de beeldengroep "Hulde van de Oostense Vissersbevolking".
In 2004 werd, na de televisie-uitzending over de wreedheden in de Onafhankelijke Congostaat onder het bewind van Leopold II, de hand afgezaagd van een Afrikaan in de linkse beeldengroep.